# Aleea „După ziduri”
Aleea „Dupa ziduri”,  unul dintre obiectivele turistice ale Brașovului, este promenada care însoțește pârâul Graft de-a lungul zidurilor și bastioanelor din partea nord-vestică a fortificațiilor medievale ale Brașovului.

## Descriere
Aleea „După ziduri” conduce de-a lungul laturii fortificate de nord-vest a  Cetății Brașovului și spre Romuri, o zonă care adăpostește două turnuri care făceau parte din fortificațiile exterioare ale Cetății. Turnul Negru este un turn de formă pătrată, ridicat pe o mică coastă abruptă deasupra cetății și care datează din secolul al XV-lea. A căpătat acest nume dupa incendiul din 1689, care a înnegrit zidurile turnului.

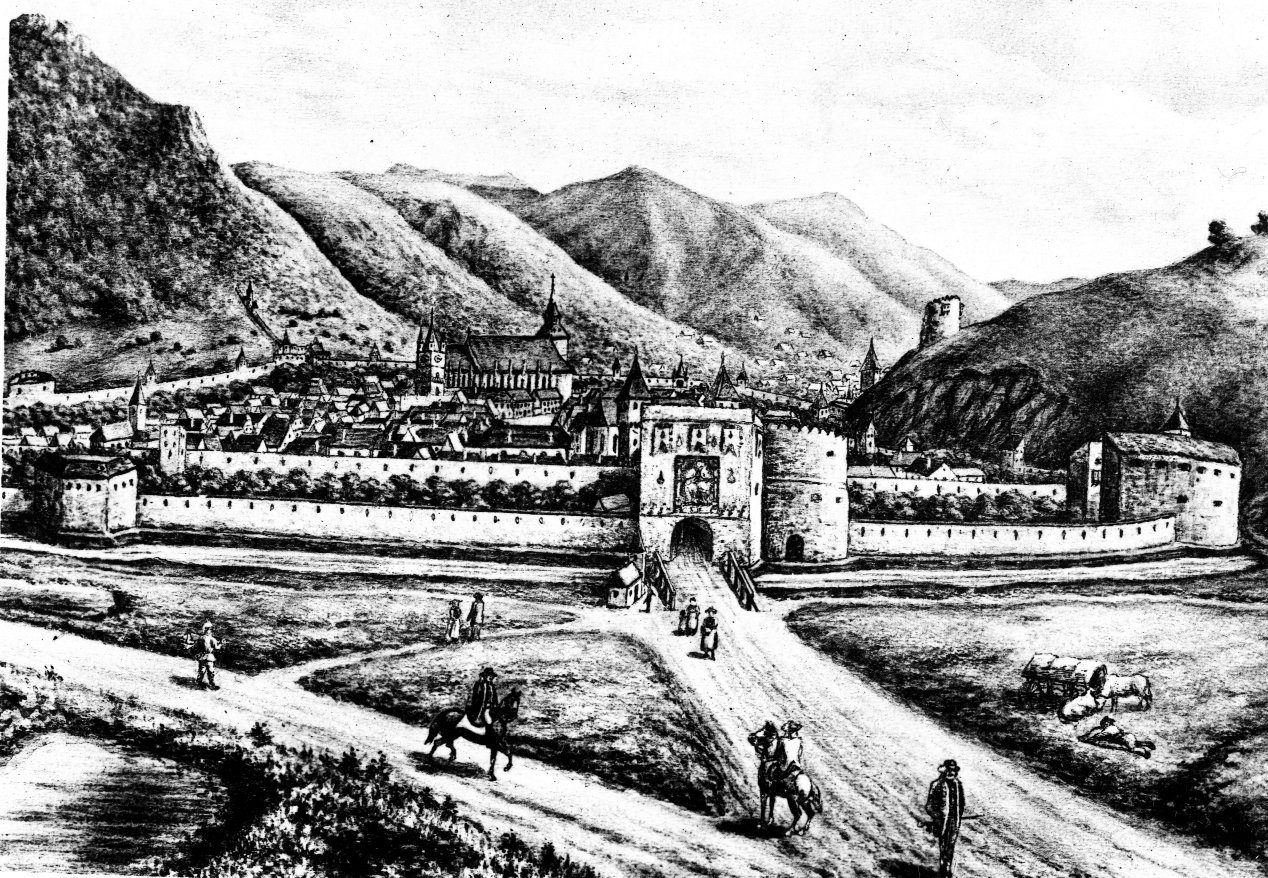
Pe dealul din dreapta, Turnul Negru (cel subţire) şi Turnul Alb

Tot aici se pot privi vechile clădiri din spatele zidurilor, a căror formă lasă impresia unor mici cetăți bine închise. Se poate observa un spațiu între zidul exterior și primele case, spațiu delimitat de alte ziduri și de niște turnuri mai mici. Aici erau cândva amenajate Țarcul Măcelarilor și Țarcul Curelarilor. În spatele tuturor zidurilor existau aceste spații („zwinger”), ocupate de câte o breaslă, loc în care își desfășurau activitatea. În dreapta se vede incinta Bastionului Fierarilor, transformat la începutul secolului al XX-lea în Arhivele Statului. În spatele turnului, se pot vedea două găuri săpate în stâncă, reprezentând vechile căi de acces către cetate.
Continuând de-a lungul aleilor se ajunge la Turnul Alb. Acesta este ceva mai mare, iar numele și-l datorează vopselei albe cu care a fost zugrăvit în mod repetat.
Terasa mare oferă și ea o panoramă spectaculoasă a orașului, mai ales că terenul pe care este situat turnul este foarte accidentat. De aici se coboară pe niște scări din piatră destul de abrupte până la Bastionul Graft, o construcție ridicată deasupra drumului și deasupra apei care se scurge prin canalul amenajat de-a lungul acestei laturi a cetății. El unește zidul cetății cu zidurile de stâncă ale versantului. Coborând scările, se poate trece pe sub o arcadă pe partea cealaltă și se continuă drumul pe Aleea „După ziduri”, păstrând pe stânga canalul și pădurea; din când în când se mai vede câte o grotă în stâncile dintre copaci, majoritatea astupate cu grilaje.

## Galerie imagini

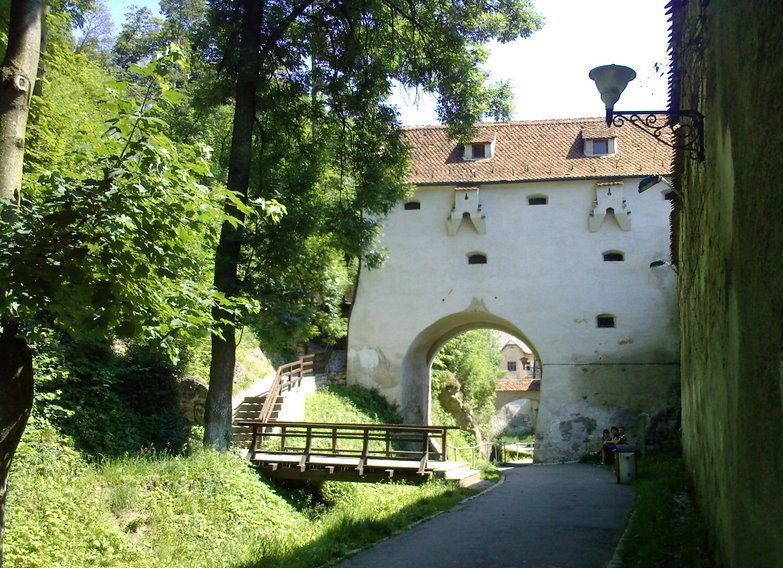
„După ziduri” și Bastionul Graft
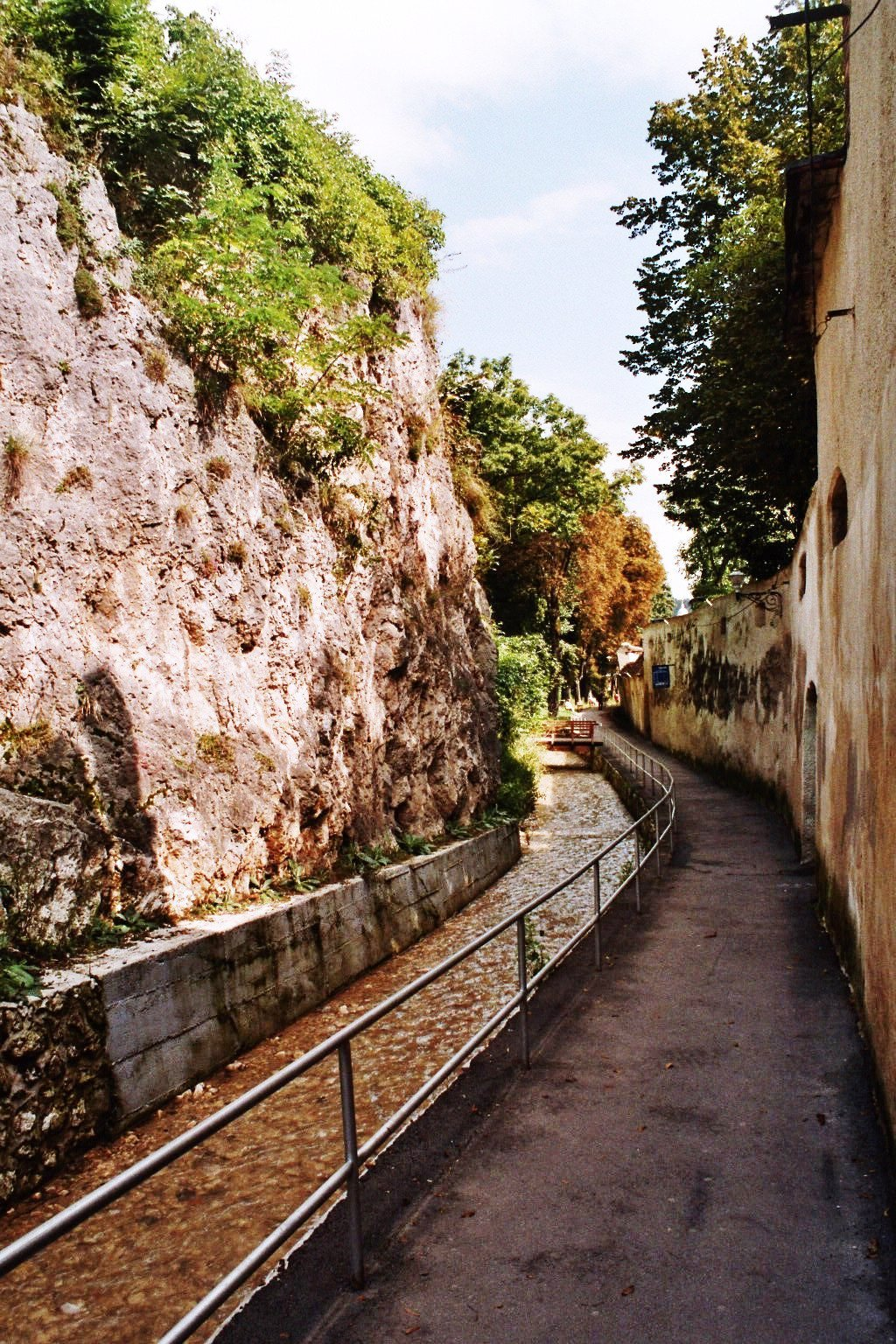
Aleea „După ziduri”
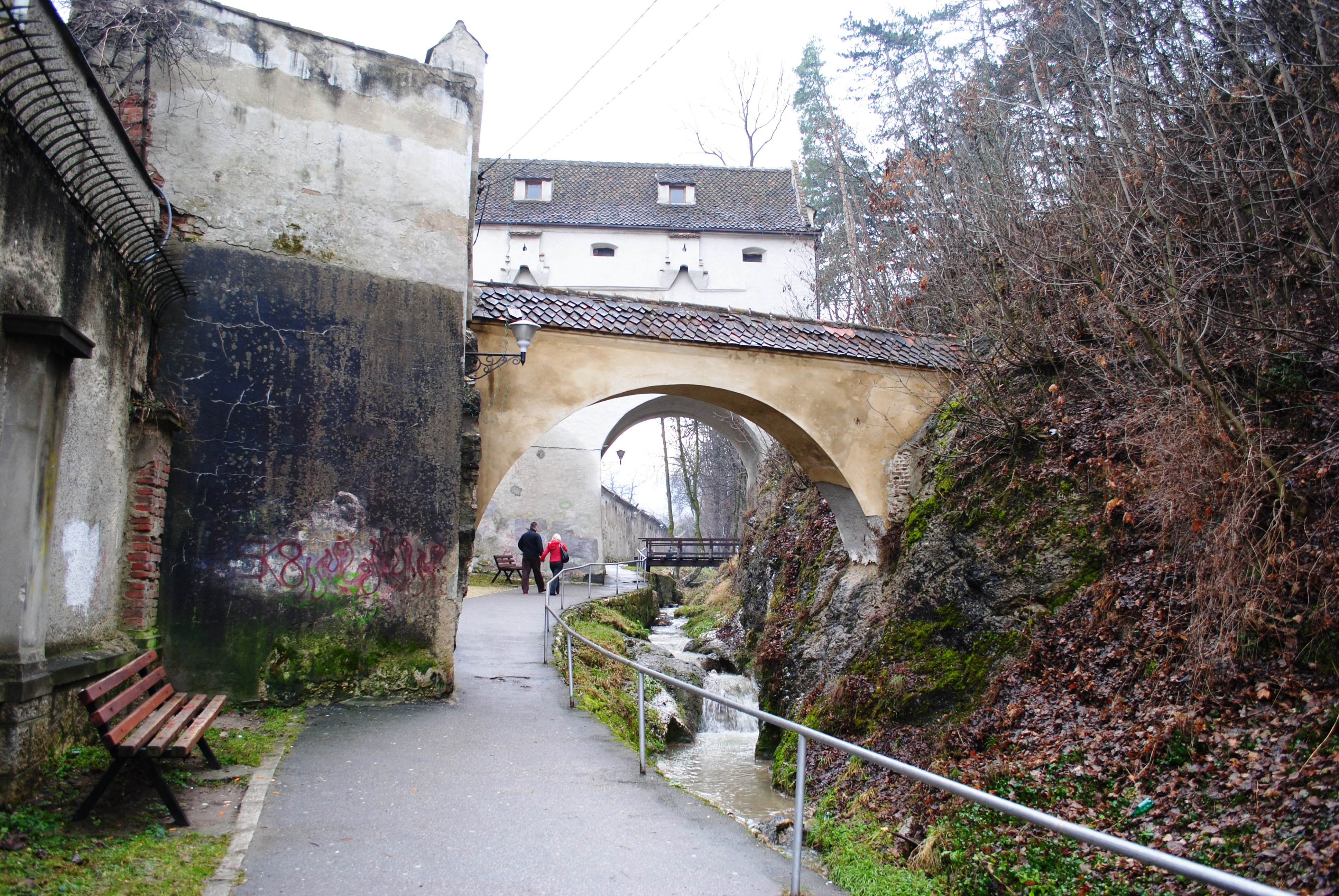
Aleea „După ziduri” toamna
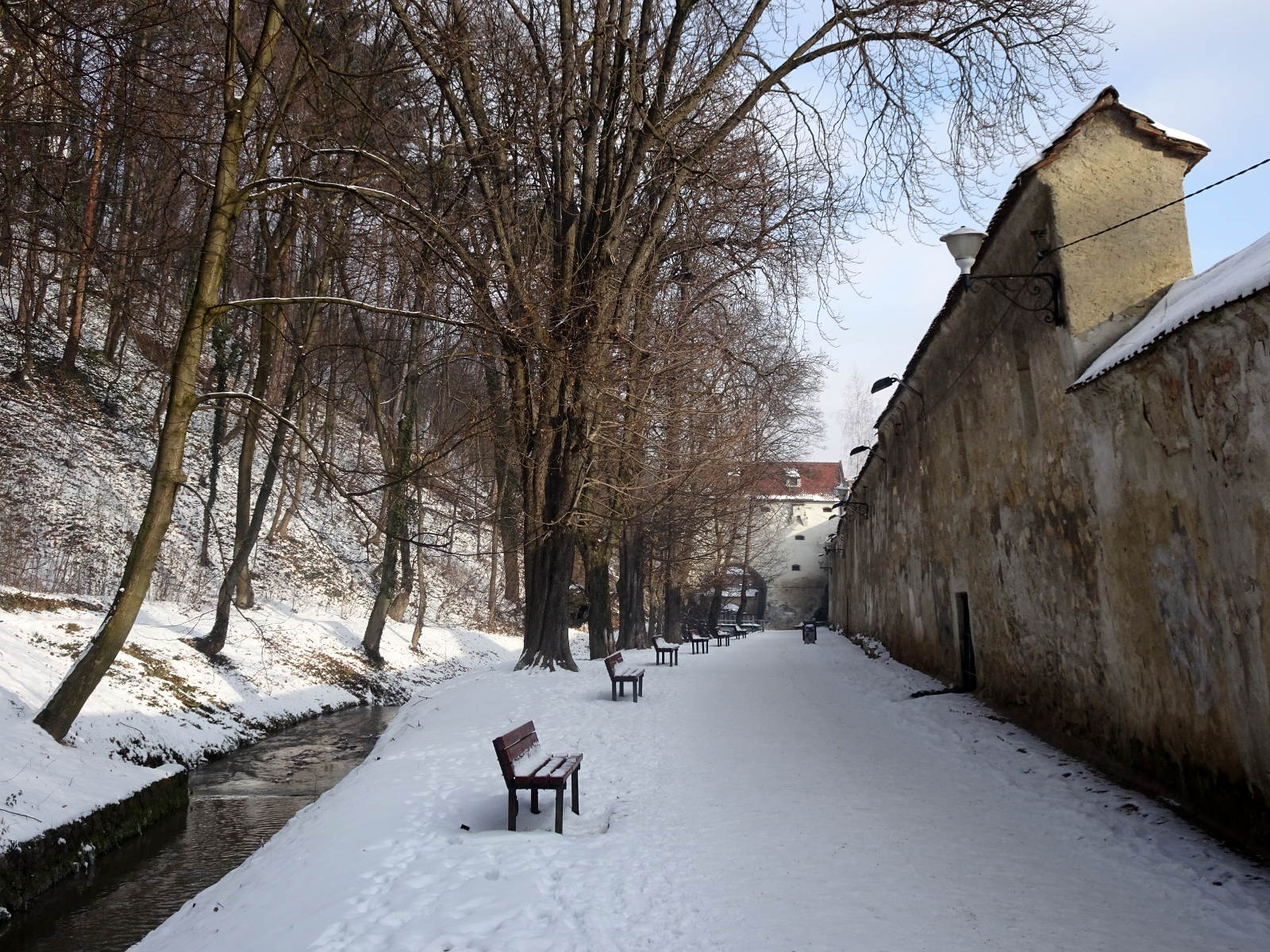
Aleea „După ziduri” iarna
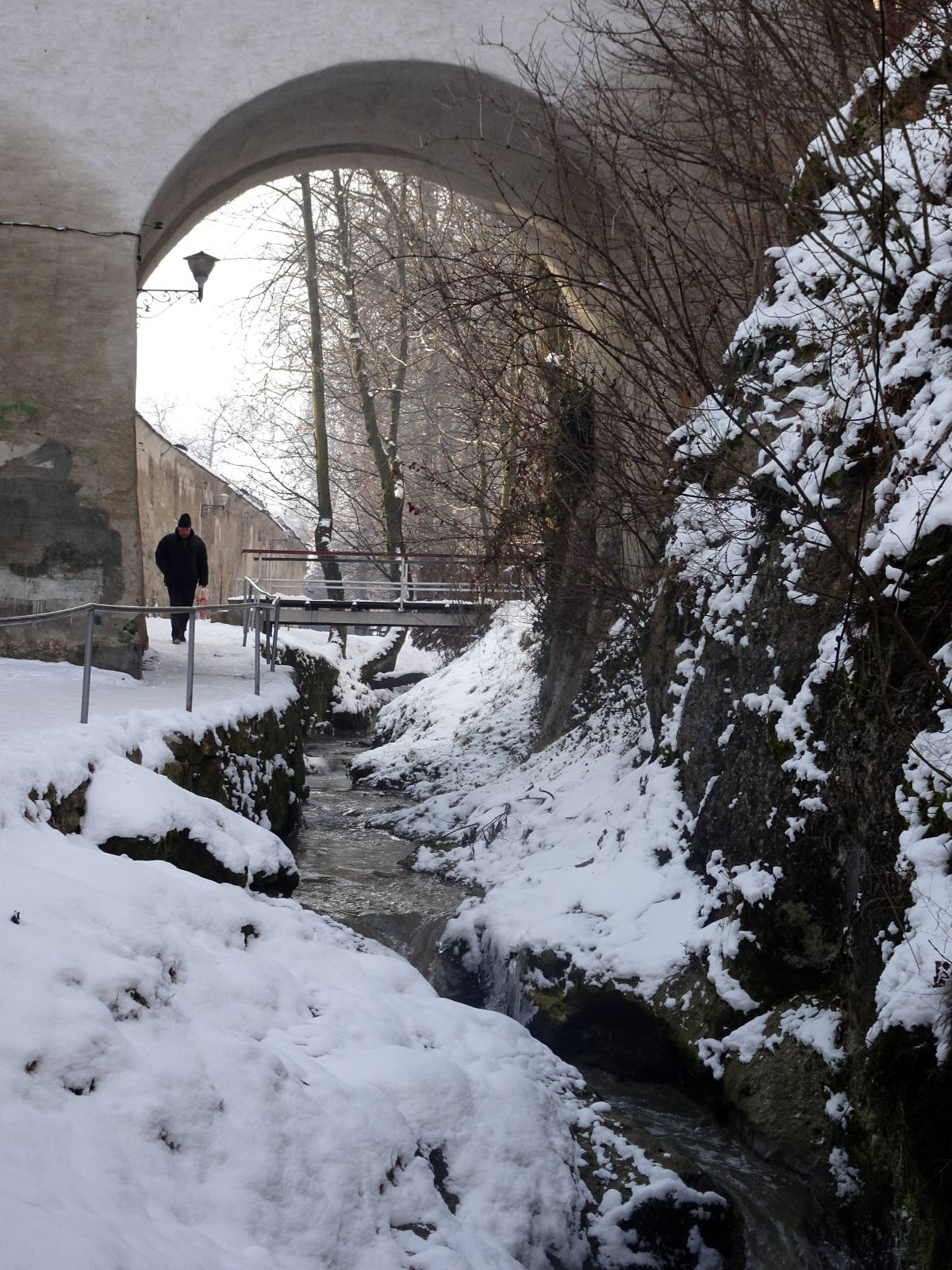
Aleea „După ziduri” iarna
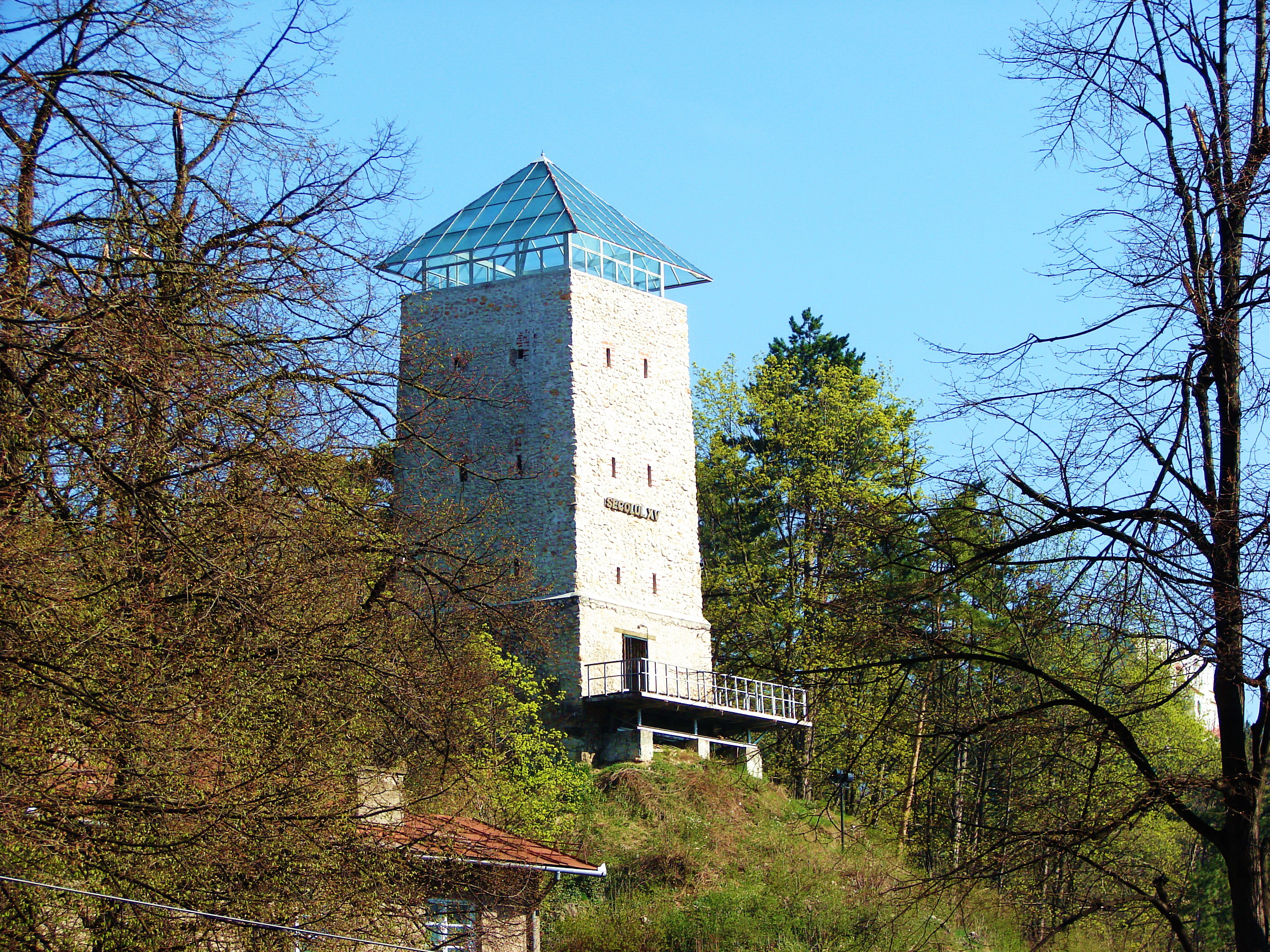
Turnul Negru
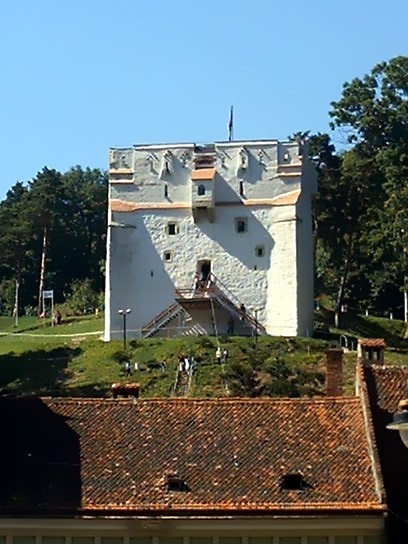
Turnul Alb